# Musculus helicis minor

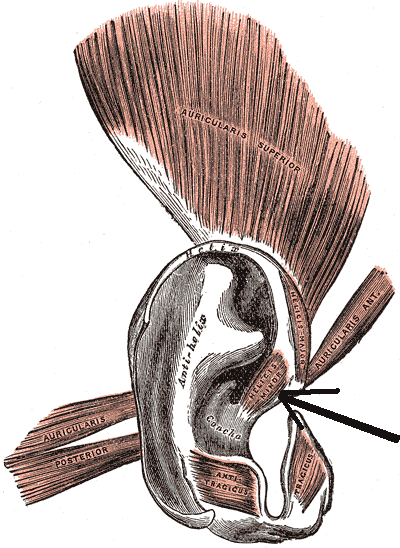
A fülkagyló (a nyíl mutatja az apró izmot)

A musculus helicis minor egy nagyon apró izom a fülkagylóban (concha auricularis).

## Funkció
A fülkagyló apró mozgatása.

## Beidegzés, vérellátás
A nervus facialis ramus temporalis nervi facialis nevű ága idegzi be. A fülizmokat az arteria occipitalis ramus auricularis arteriae occipitalis nevű ága, az arteria auricularis posterior, és ennek egy apró ága, az ramus auricularis arteriae auricularis posterioris, valamint az arteria temporalis superficialis ramus auriculares anteriores arteriae temporalis superficialis nevű ága látja el vérrel.